# Martina Moravcová
Martina Moravcová (16 de enero de 1976, Piešťany) es una nadadora de estilos y libre procedente de Eslovaquia, que hizo su debut internacional en categoría sénior en 1991, en aquel entonces Checoslovaquia. Compitió en cinco Juegos Olímpicos consecutivos, los primeros en Barcelona' 92. Es una de las más grandes atletas eslovacas de todos los tiempos, aunque vive en Estados Unidos en Dallas, Texas, donde le entrena Steve Collins.
La autobiografía de Moravcová fue publicada en diciembre de 2003

## Palmarés

### Juegos Olímpicos
- Juegos Olímpicos de Sídney 2000
  -  Medalla de plata de 100 metros mariposa
  -  Medalla de plata de 200 metros libre

### Campeonatos del Mundo
- Campeonato del Mundo en piscina larga
  - Campeonato del Mundo de Natación de 1998 en Perth
    -  Medalla de plata en 100 metros libre
    -  Medalla de plata en 200 metros libre
    -  Medalla de bronce en 200 metros estilos

  - Campeonato Mundial de Natación de 2003 en Barcelona
    -  Medalla de plata en 200 metros libre
    -  Medalla de bronce en 100 metros mariposa
- Campeonato del Mundo en piscina corta
  - Campeonato Mundial de Natación en Piscina Corta de 1995 en Río de Janeiro
    -  Medalla de bronce en 200 metros libre

  - Campeonato Mundial de Natación en Piscina Corta de 1997
    -  Medalla de plata en 200 metros estilos
    -  Medalla de bronce en 200 metros libre

  - Campeonato Mundial de Natación en Piscina Corta de 1999 en Hong Kong
    -  Medalla de oro en 200 metros libre
    -  Medalla de oro en 100 metros estilos
    -  Medalla de oro en 200 metros estilos

  - Campeonato Mundial de Natación en Piscina Corta de 2000 en Atenas
    -  Medalla de oro en 100 metros estilos
    -  Medalla de plata en 200 metros libre
    -  Medalla de plata en 200 metros estilos
    -  Medalla de bronce en 100 metros libre

  - Campeonato Mundial de Natación en Piscina Corta de 2002 en Moscú
    -  Medalla de oro en 100 metros mariposa
    -  Medalla de oro en 100 metros estilos
    -  Medalla de plata en 100 metros libre

  - Campeonato Mundial de Natación en Piscina Corta de 2004 en Indianápolis
    -  Medalla de oro en 100 metros mariposa
    -  Medalla de bronce en 100 metros estilos

  - Campeonato Mundial de Natación en Piscina Corta de 2006 en Shanghái
    -  Medalla de bronce en 100 metros estilos

### Campeonatos de Europa
- Campeonato Europeo en piscina larga
  - Campeonato Europeo de Natación de 1993 en Sheffield
    -  Medalla de plata en 100 metros libre

  - Campeonato Europeo de Natación de 1997 en Sevilla
    -  Medalla de plata en 100 metros libre
    -  Medalla de plata en 100 metros mariposa
    -  Medalla de plata en 200 metros estilos

  - Campeonato Europeo de Natación de 2000 en Helsinki
    -  Medalla de oro en 100 metros mariposa
    -  Medalla de plata en 100 metros libre
    -  Medalla de plata en 200 metros libre
    -  Medalla de bronce en 50 metros mariposa

  - Campeonato Europeo de Natación de 2002 en Berlín
    -  Medalla de oro en 100 metros mariposa
    -  Medalla de plata en 50 metros libre
    -  Medalla de plata en 100 metros libre

  - Campeonato Europeo de Natación de 2004 en Madrid
    -  Medalla de oro en 100 metros mariposa
    -  Medalla de plata en 50 metros mariposa

  - Campeonato Europeo de Natación de 2006 en Budapest
    -  Medalla de plata en 100 metros mariposa
- Campeonato Europeo en piscina corta
  - Campeonato Europeo de Natación en Velocidad de 1994 en Stavanger
    -  Medalla de plata en 50 metros mariposa
    -  Medalla de braza en 50 metros espalda

  - Campeonato Europeo de Natación en Piscina Corta de 1996 en Rostock
    -  Medalla de oro en 200 metros libre
    -  Medalla de plata en 100 metros estilos
    -  Medalla de bronce en 100 metros libre

  - Campeonato Europeo de Natación en Piscina Corta de 1998 en Sheffield
    -  Medalla de oro en 200 metros libre
    -  Medalla de oro en 100 metros mariposa
    -  Medalla de oro en 100 metros estilos
    -  Medalla de plata en 100 metros libre

  - Campeonato Europeo de Natación en Piscina Corta de 1999 en Lisboa
    -  Medalla de oro en 200 metros libre
    -  Medalla de oro en 100 metros estilos
    -  Medalla de plata en 200 metros estilos

  - Campeonato Europeo de Natación en Piscina Corta de 2000 en Valencia
    -  Medalla de oro en 200 metros libre
    -  Medalla de oro en 100 metros mariposa
    -  Medalla de oro en 100 metros estilos
    -  Medalla de bronce en 100 metros libre

  - Campeonato Europeo de Natación en Piscina Corta de 2001 en Amberes
    -  Medalla de oro en 200 metros libre
    -  Medalla de oro en 100 metros mariposa
    -  Medalla de oro en 100 metros estilos
    -  Medalla de plata en 100 metros libre

  - Campeonato Europeo de Natación en Piscina Corta de 2002 en Riesa
    -  Medalla de oro en 100 metros libre
    -  Medalla de oro en 100 metros mariposa
    -  Medalla de oro en 100 metros estilos

  - Campeonato Europeo de Natación en Piscina Corta de 2003 en Dublín
    -  Medalla de oro en 100 metros mariposa
    -  Medalla de plata en 50 metros mariposa

  - Campeonato Europeo de Natación en Piscina Corta de 2004 en Viena
    -  Medalla de oro en 100 metros mariposa
    -  Medalla de plata en 200 metros mariposa
    -  Medalla de plata en 50 metros mariposa

  - Campeonato Europeo de Natación en Piscina Corta de 2005 en Trieste
    -  Medalla de oro en 100 metros mariposa

  - Campeonato Europeo de Natación en Piscina Corta de 2006 en Helsinki
    -  Medalla de bronce en 100 metros mariposa

### Universiadas
- - Universiada de Natación de 1997 en Catania
    -  Medalla de oro en 100 metros libre
    -  Medalla de oro en 200 metros libre
    -  Medalla de oro en 100 metros mariposa
    -  Medalla de oro en 200 metros estilos